# 1893 en science
| Années de la science : 1890 - 1891 - 1892 - 1893 - 1894 - 1895 - 1896    |
| Décennies de la science : 1860 - 1870 - 1880 - 1890 - 1900 - 1910 - 1920 |

Cet article présente les faits marquants de l'année 1893 en science.

## Événements

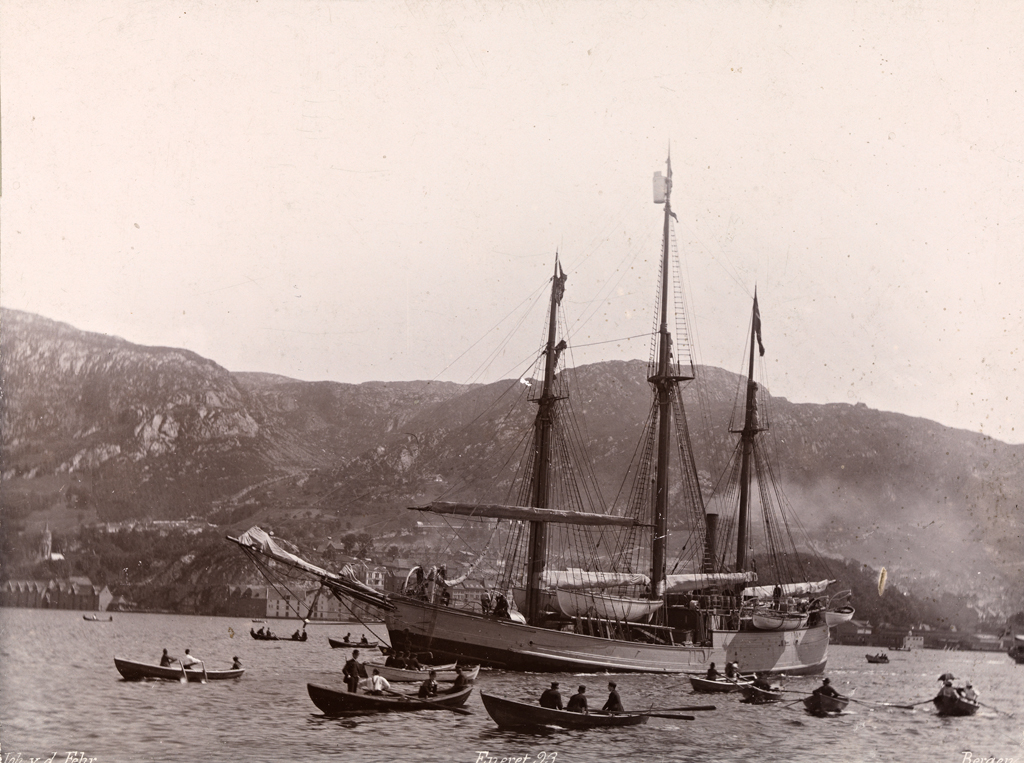
Le Fram quittant Bergen en 1893.

- 21 mars : départ de Iakoutsk de l’expédition d’Edouard Toll dans le nord de la Iakoutie[1]. Le cours inférieur (c'est-à-dire jusqu'à l'Arctique) de plusieurs grands fleuves : la Léna, la Khatanga, la Iana, la Kolyma, l’Anabar et le Popigaï (Попигай) ainsi qu'une chaîne de montagnes située entre les rivières Oleniok et Anabar, sont cartographiés pour la première fois. En un an l'expédition couvre 25 000 km dont 4 200 km sur les rivières.
- 24 juin : départ de Bergen de l'expédition arctique de Fridtjof Nansen à bord du Fram (1893-1896). Il atteint la latitude de 86°14’ en kayak et sur des skis[2].
- 17 août : l'ethnographe britannique Mary Kingsley arrive en Sierra Leone pour son premier voyage en Afrique jusqu'à Luanda en Angola[3].

- Le géologue autrichien Eduard Suess désigne sous le nom de Téthys le paléo-océan situé entre le Gondwana et la Laurasia au cours du Paléozoïque[4].

### Sciences physiques
- Le chimiste suisse Alfred Werner prouve la structure octaédrique des complexes de cobalt (III), et par extension celle de la majorité des autres métaux de transition d'après des raisonnements basés sur l'isomérie. Ces avancées sont à l'origine d'une nouvelle discipline : la chimie de coordination[5].

- Le physicien allemand Victor Schumann découvre des rayons ultra-violets d'une longueur d'onde inférieure à 200 nm[6], que Ch. Wilson appellera en 1900 « rayons cosmiques » à cause de leur absorption par les couches supérieures, continuellement ionisées, de l'atmosphère terrestre.
- Le physicien allemand Wilhelm Wien formule la loi du déplacement de Wien, qui permet de calculer la température de surface du Soleil[7].
- Le chimiste allemand Hans Goldschmidt découvre la réaction aluminothermique dans laquelle l'aluminium est oxydé et l'oxyde métallique réduit, procédé breveté en 1895[8].
- Le biochimiste japonais Nagai Nagayoshi qui réalise la première synthèse de méthamphétamine à partir d'éphédrine[9].

### Technologie

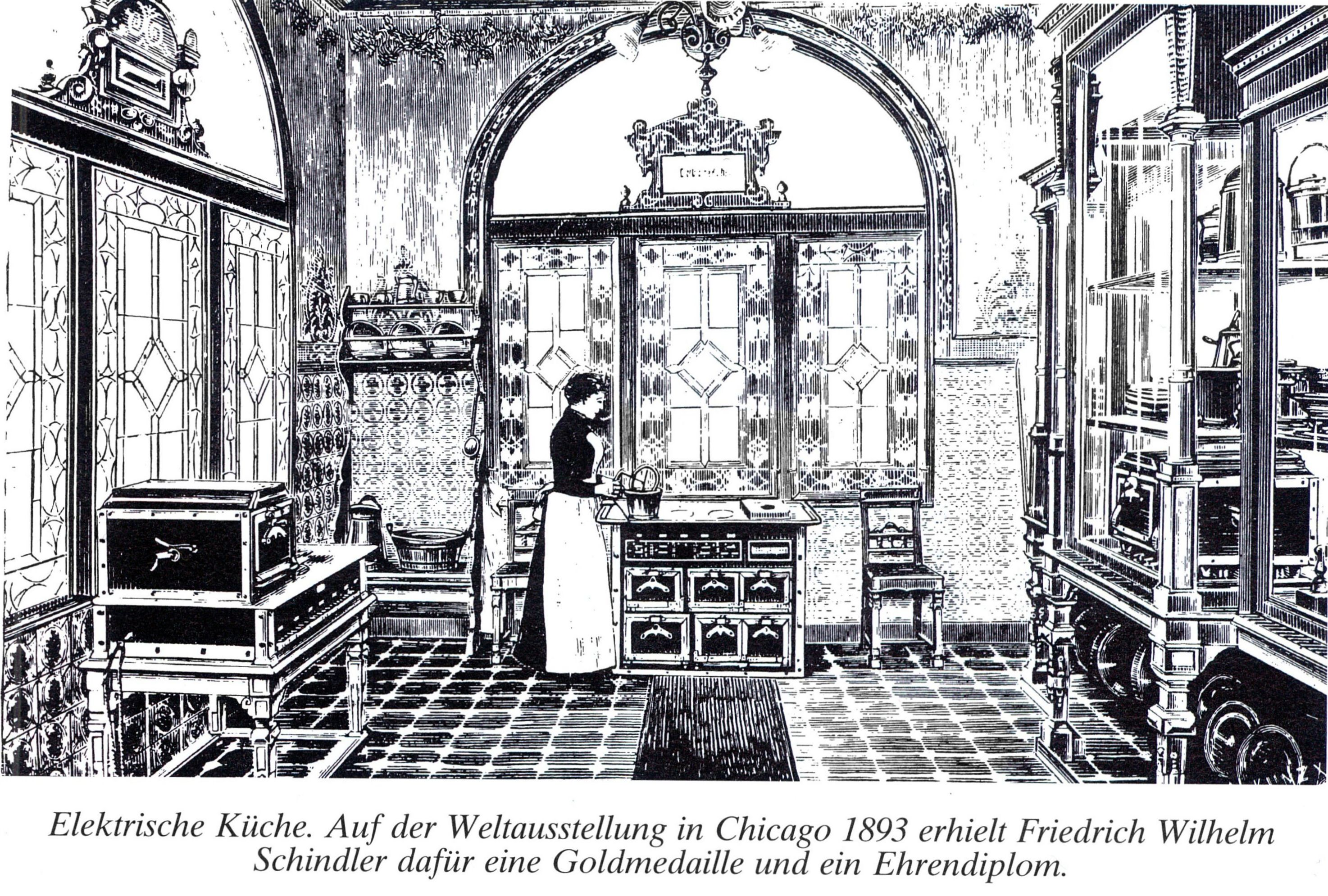
La cuisine électrique de Friedrich Wilhelm Schindler à l'Exposition universelle de Chicago

- 1er février : Thomas Edison termine la construction du Black Maria, le premier studio de cinéma à West Orange, New Jersey[10].
- 11 février : les ingénieurs hongrois János Csonka et Donát Bánki déposent un brevet pour un carburateur[11] mis au point en 1890, qu'ils obtiennent le 3 mai 1894[12].
- 23 février : l'ingénieur allemand Rudolf Diesel obtient un brevet pour le moteur qui porte son nom[13]. Il en  fait la démonstration publique le 10 août  à Augsbourg[14].
- 28 février : le chimiste américain Edward Goodrich Acheson reçoit un brevet pour un procédé pour synthétiser le carbure de silicium[15].
- 9 mai : le Kinétoscope de Thomas Edison est présenté au public au Brooklyn Institute[16].
- 11 juillet : l'entrepreneur japonais Mikimoto Kōkichi met au point une technique pour la production de perles de culture[17].
- 17 août : l'ingénieur allemand  Wilhelm Maybach dépose en France un brevet pour un carburateur à gicleur[12].

- L'industriel autrichien Friedrich Wilhelm Schindler (en) présente la première cuisinière électrique à l'exposition mondiale de Chicago[18].

## Publications
- Gottlob Frege : Lois fondamentales de l’arithmétique, qui illustre la tentation de faire dériver l’arithmétique de la logique.
- Henri Poincaré : Les méthodes nouvelles de mécanique céleste (Gauthier-Villars- 1893)

## Prix
- Médailles de la Royal Society
  - Médaille Copley : George Stokes
  - Médaille Davy : Jacobus Henricus van 't Hoff et Joseph Achille Le Bel
  - Médaille royale : Harry Marshall Ward, Arthur Schuster

- Médailles de la Geological Society of London
  - Médaille Lyell : Edwin Tulley Newton
  - Médaille Murchison : Osmond Fisher
  - Médaille Wollaston : Nevil Story Maskelyne

- Médaille Linnéenne : Daniel Oliver

## Naissances

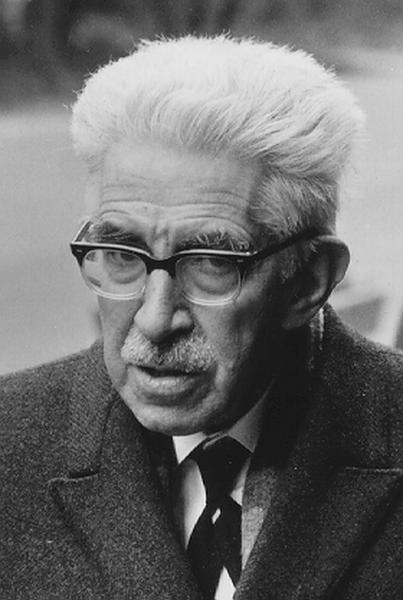
Marcel Minnaert

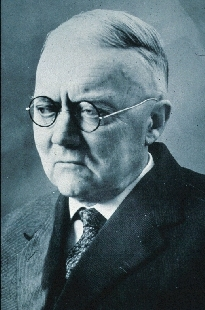
Ernst Öpik

- 1er janvier : Wu Dingliang (mort en 1969), universitaire et anthropologue chinois.

- 2 février : Cornelius Lanczos (mort en 1974), mathématicien et physicien hongrois.
- 4 février : Raymond Dart (mort en 1988), anthropologue australien.
- 12 février : Marcel Minnaert (mort en 1970), astronome belge.
- 27 février : Ralph Linton (mort en 1953), anthropologue américain.

- 12 mars : Charles Lewis Camp (mort en 1975), paléontologue, historien et biologiste américain.
- 24 mars : Walter Baade (mort en 1960), astronome allemand.
- 26 mars : James Bryant Conant (mort en 1978), chimiste américain.

- 29 avril : Harold Clayton Urey (mort en 1981), chimiste américain.

- 3 mai : Dorothy Walcott Weeks (morte en 1990), mathématicienne et physicienne américaine.
- 23 mai : Ulysses Simpson Grant IV (mort en 1977), géologue et paléontologue américain.
- 1er juin : Jean Nicod (mort en 1924), philosophe et logicien français.
- 7 juin : Erling Johnson (mort en 1967), chimiste norvégien.
- 11 juin : Karl Weissenberg (mort en 1976), mathématicien et physicien autrichien.
- 29 juin : Eduard Čech (mort en 1960), mathématicien tchèque.

- 9 août : Frans Blom (mort en 1963), archéologue danois.
- 13 août : Constantin Brăiloiu (mort en 1958), ethnomusicologue roumain.
- 15 août : Leslie Comrie (mort en 1950), astronome et pionnier de l'informatique britannique, d'origine néo-zélandaise.
- 16 août : Jules-Constant Auzimour (mort en 1941), médecin français, un des introducteurs de l’anthroposophie en France.
- 23 octobre : Ernst Öpik (mort en 1985), astronome estonien.
- 28 octobre : Christopher Kelk Ingold (mort en 1970), chimiste britannique.

- 3 novembre : Edward Adelbert Doisy (mort en 1986), biochimiste américain.
- 19 novembre : Eduard van Arkel (mort en 1976), chimiste néerlandais.
- 2 décembre : Louis Leschi (mort en 1954), historien, épigraphiste et archéologue français.
- 16 décembre : Kurt Heegner (mort en 1965), mathématicien, physicien et ingénieur allemand.
- 17 décembre : Petre Sergescu (mort en 1954), mathématicien et historien de l'art roumain.

- Albert Hyman (mort en 1972), cardiologue américain.

## Décès

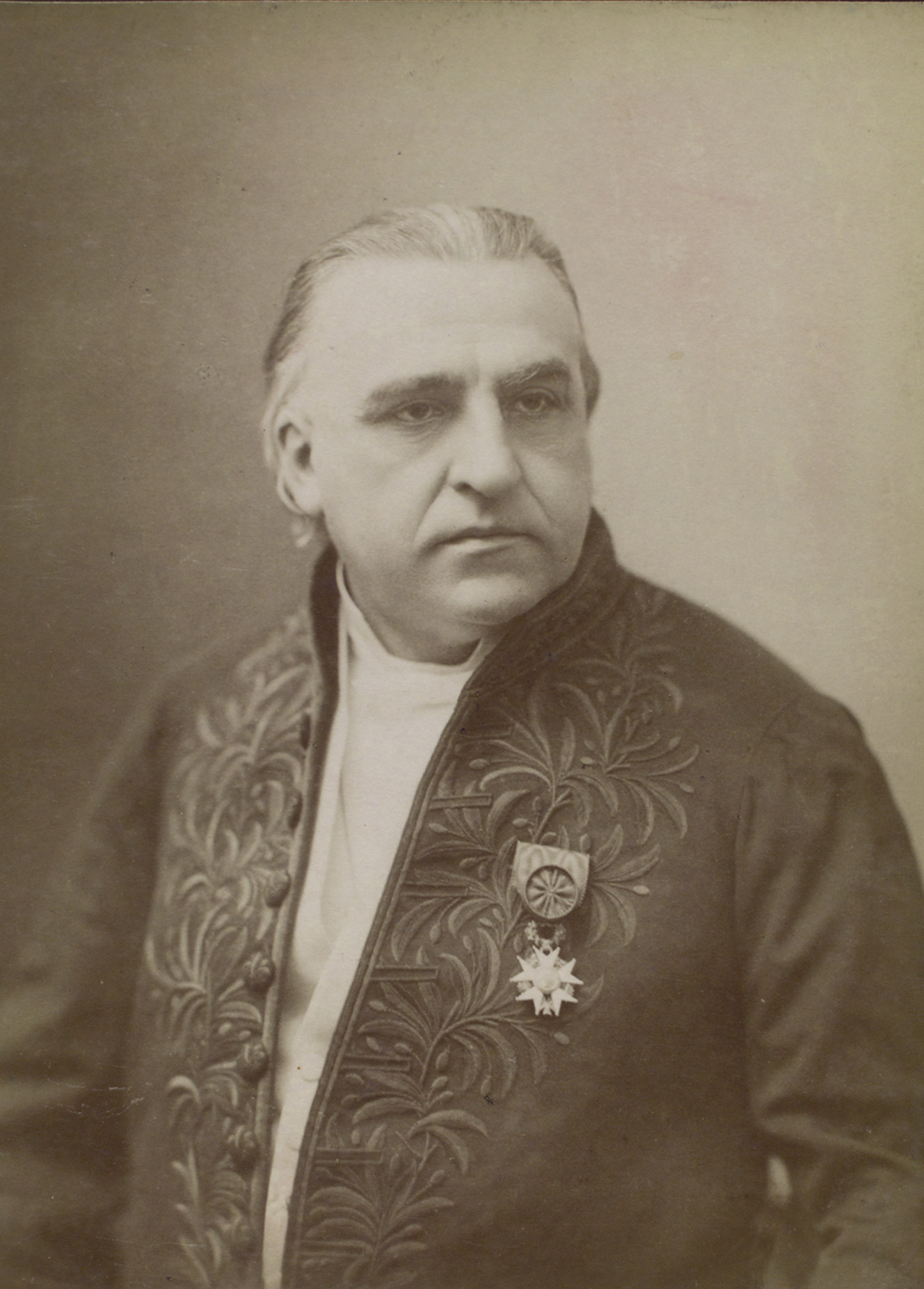
Jean-Martin Charcot

- 2 janvier : John Obadiah Westwood (né en 1805), entomologiste et archéologue britannique.
- 7 janvier : Joseph Stefan (né en 1835), physicien et mathématicien slovène.
- 26 janvier : Hermann Schaaffhausen (né en 1816), anthropologue allemand.

- 2 février : Pierre-Dominique Bazaine (né en 1809), ingénieur français.
- 14 février : Ludwig Lindenschmit père (né en 1809), préhistorien, peintre et dessinateur allemand.
- 22 février : Vassili Zverinski (né en 1835), statisticien russe.
- 24 février : Karl Anton Eugen Prantl (né en 1849), botaniste allemand.

- 20 mars : Frédéric Ritter (né en 1819), ingénieur français.

- 6 mai : James Wood-Mason (né en 1846), zoologiste écossais.
- 28 mai : Charles Pritchard (né en 1808), astronome britannique.

- 30 juin : Jean-Daniel Colladon (né en 1802), physicien suisse.

- 22 juillet : John Rae (né en 1813), explorateur écossais de l'Arctique canadien.

- 16 août : Jean-Martin Charcot (né en 1825), neurologue français.

- 1er septembre : Leonard Blomefield (né en 1800), homme d'Église et naturaliste britannique.
- 28 octobre : Alphonse Pyrame de Candolle (né en 1806), botaniste suisse.

- 9 novembre : Henry de Vaujany (né en 1848), égyptologue français.
- 13 novembre : François Jules Hilaire Chambrelent (né en 1817), agronome français.
- 28 novembre : Alexander Cunningham (né en 1814), archéologue et ingénieur militaire britannique.

- 4 décembre : John Tyndall (né en 1820), scientifique et alpiniste irlandais.
- 6 décembre : Johann Rudolf Wolf (né en 1816), astronome suisse.
- 28 décembre : Richard Spruce (né en 1817), médecin et naturaliste britannique.

- Carlos Henry Bosdet (né en 1857), électrotechnicien canadien.